# Lutz Winde
Lutz Winde (* 1. Juli 1966 in Bonn) ist ein deutscher Schauspieler und Regisseur.

## Leben und Karriere
Der in Berlin lebende Winde studierte, nach seiner Schauspielausbildung am Zinner Studio in München, Regie an der New York Film Academy. Sein Kurzfilm Stopp gewann den Publikumspreis 2001 auf dem 13. Filmfest Dresden. Zwischen 1995 und 1997 spielte Lutz Winde die Rolle des Marco Busch in der ARD Seifenoper Marienhof. Kleinere Rollen spielte Winde in einzelnen Folgen verschiedener Fernsehserien wie Ein Fall für zwei, Alarm für Cobra 11 – Die Autobahnpolizei und Unschuldig.

## Filmografie (Auswahl)
- 1993: Eine unheilige Liebe
- 1995–1997: Marienhof
- 2000: Honolulu
- 2002: Ripley’s Game
- 2004: Das Duo – Falsche Träume
- 2005–2007: Alles außer Sex
- 2005: Schüleraustausch – Die Französinnen kommen
- 2006: Ich wollte nicht töten
- 2008: Mit sechzehn bin ich weg
- 2009: Die Rosenheim-Cops – Schachmatt und Tot
- 2010: Unter uns
- 2011: Das Beste draus machen (Kurzfilm)
- 2019: Notruf Hafenkante (Fernsehserie, Folge Erster Einsatz)
- 2021: SOKO Leipzig (Fernsehserie, Folge Trautes Heim, Glück allein)